# KNVB-Pokal 1899/1900
Der KNVB-Pokal 1899/1900 war die zweite Auflage des niederländischen Fußball-Pokalwettbewerbs. Pokalsieger wurde CVV Velocidas Breda. Das Team setzte sich im Finale gegen Ajax Sportman Combinatie durch.

## Modus
Alle Begegnungen wurden in einem Spiel ausgetragen. Bei unentschiedenem Ausgang wurde zur Ermittlung des Siegers eine Verlängerung von zweimal 7½ Minuten gespielt. Stand danach kein Sieger fest, folgte eine weitere Verlängerung von zweimal 7½ Minuten. War danach immer noch keine Entscheidung gefallen, wurde das Spiel auf dem Platz des Gegners wiederholt. Wenn auch das drittes Spiel unentschieden endete, ging es in die Verlängerung, bis ein Tor fiel.

## 1. Runde

### Distrikt 1
| Datum      |                      | Ergebnis  |                 |
| ---------- | -------------------- | --------- | --------------- |
| 05.11.1899 | Quick Amsterdam      | 3:1       | Swift Amsterdam |
| 05.11.1899 | RAP Amsterdam        | 2:1       | EDO Amsterdam   |
| 05.11.1899 | Volharding Amsterdam | 3:3 n. V. | USV Hercules    |
| 12.11.1899 | Volharding Amsterdam | 05:0 1    | USV Hercules    |
|            | AVV Amsterdam        | Freilos   |                 |

### Distrikt 2
| Datum      |                     | Ergebnis |                     |
| ---------- | ------------------- | -------- | ------------------- |
| 05.11.1899 | HVV Den Haag        | 5:2      | HBS Craeyenhout     |
| 05.11.1898 | DSV Concordia Delft | 0:4      | HFC Haarlem         |
| 05.11.1899 | RV & AV Neptunus    | 1:0      | Celeritas Rotterdam |
|            | Ajax Leiden         | Freilos  |                     |

### Distrikt 3
| Datum      |                     | Ergebnis |                     |
| ---------- | ------------------- | -------- | ------------------- |
| 05.11.1899 | CVV Velocitas Breda | 8:0      | BVV Breda           |
| 05.11.1899 | Dordrechtsche FC    | 1:4      | Rapiditas Rotterdam |
| 05.11.1899 | Sparta Rotterdam    | 7:0      | RC &VV Volharding   |
|            | Olympia Middelburg  | Freilos  |                     |

### Distrikt 4
| Datum      |                        | Ergebnis  |                     |
| ---------- | ---------------------- | --------- | ------------------- |
| 05.11.1899 | Quick 1888             | 1:1 n. V. | Go Ahead Wageningen |
| 03.12.1899 | Go Ahead Wageningen    | 3:1       | Quick 1888          |
|            | EFC Prinses Wilhelmina | Freilos   |                     |
|            | Vitesse Arnheim        | Freilos   |                     |
|            | Koninklijke UD 1875    | Freilos   |                     |

## 2. Runde
| Datum      |                        | Ergebnis |                     |
| ---------- | ---------------------- | -------- | ------------------- |
| 10.12.1899 | Volharding Amsterdam   | 0:2      | RAP Amsterdam       |
| 10.12.1899 | Quick Amsterdam        | 1:0      | AVV Amsterdam       |
| 10.12.1899 | RV & AV Neptunus       | 0:5      | Ajax Leiden         |
| 10.12.1899 | HFC Haarlem            | 2:6      | HVV Den Haag        |
| 10.12.1899 | Rapiditas Rotterdam    | 1:3      | CVV Velocitas Breda |
| 10.12.1899 | Sparta Rotterdam       | 05:0 1   | Olympia Middelburg  |
| 10.12.1899 | Go Ahead Wageningen    | 3:1      | Vitesse Arnheim     |
| 10.12.1899 | EFC Prinses Wilhelmina | 1:3      | Koninklijke UD 1875 |

## Viertelfinale
| Datum      |                     | Ergebnis |                     |
| ---------- | ------------------- | -------- | ------------------- |
| 14.01.1900 | Sparta Rotterdam    | 3:1      | Go Ahead Wageningen |
| 14.01.1900 | Ajax Leiden         | 2:1      | RAP Amsterdam       |
| 14.01.1900 | CVV Velocitas Breda | 3:2      | HVV Den Haag        |
| 14.01.1900 | Koninklijke UD 1875 | 2:0      | Quick Amsterdam     |

## Halbfinale
| Datum      |                     | Ergebnis |                     |
| ---------- | ------------------- | -------- | ------------------- |
| 18.02.1900 | CVV Velocitas Breda | 2:1      | Sparta Rotterdam    |
| 25.02.1900 | Ajax Leiden         | 2:1      | Koninklijke UD 1875 |

## Finale
| CVV Velocitas Breda                                  | CVV Velocitas Breda | Ajax Leiden | Ajax Leiden |
| ---------------------------------------------------- | --- | --- | ----------- |
| CVV Velocitas Breda                                  | \| 1. April 1900 in Rotterdam (Schuttersveld Crooswijk) \| \| Ergebnis: 3:1 \| \| Schiedsrichter: J. L. F. de Meijere \| \| Spielbericht \| | \| 1. April 1900 in Rotterdam (Schuttersveld Crooswijk) \| \| Ergebnis: 3:1 \| \| Schiedsrichter: J. L. F. de Meijere \| \| Spielbericht \| | Ajax Leiden |
| CVV Velocitas Breda                                  | P. de Groot – Herman Gerth van Wijk, Van Teijn – Meijhuijzen, Verment, Warnsinck – Visser, De Koningh, Clifford, Altinck du Cloux, Reiche.  | Kramer – A. Adam, J. Adam – De Stoppelaar, Grivel, Leegstra – Van Zanten, La Fontaine, Dijckmeester, Koolemans, Hesselink.                  | Ajax Leiden |
| CVV Velocitas Breda                                  | 1:1 Clifford 2:1 Altinck du Cloux 3:1 Clifford (80.)                                                                                        | 0:1 Van Zanten (15.) | Ajax Leiden |
| 1. April 1900 in Rotterdam (Schuttersveld Crooswijk) | | |             |
| Ergebnis: 3:1                                        | | |             |
| Schiedsrichter: J. L. F. de Meijere                  | | |             |
| Spielbericht                                         | | |             |